# Dicrolene vaillanti
Dicrolene vaillanti är en fiskart som först beskrevs av Alcock, 1890.  Dicrolene vaillanti ingår i släktet Dicrolene och familjen Ophidiidae. Inga underarter finns listade i Catalogue of Life.